# Рюї (Вісконсин)
Рюї (англ. Rewey) — селище (англ. village) в США, в окрузі Айова штату Вісконсин. Населення — 258 осіб (2020).

## Географія
Рюї розташоване за координатами 42°50′30″ пн. ш. 90°23′46″ зх. д. / 42.84167° пн. ш. 90.39611° зх. д. (42.841667, -90.396218).  За даними Бюро перепису населення США в 2010 році селище мало площу 1,29 км², уся площа — суходіл.

## Демографія
Згідно з переписом 2010 року, у селищі мешкали 292 особи в 119 домогосподарствах у складі 73 родин. Густота населення становила 226 осіб/км².  Було 129 помешкань (100/км²).
Расовий склад населення:
| - 99,7 % — білих - 0,3 % — корінних американців |

До двох чи більше рас належало 0,0 %. Частка іспаномовних становила 0,0 % від усіх жителів.
За віковим діапазоном населення розподілялося таким чином: 30,1 % — особи молодші 18 років, 58,6 % — особи у віці 18—64 років, 11,3 % — особи у віці 65 років та старші. Медіана віку мешканця становила 35,0 року. На 100 осіб жіночої статі у селищі припадало 93,4 чоловіків;  на 100 жінок у віці від 18 років та старших — 88,9 чоловіків також старших 18 років.
Середній дохід на одне домашнє господарство  становив 51 257 доларів США (медіана — 38 750), а середній дохід на одну сім'ю — 59 127 доларів (медіана — 52 917). За межею бідності перебувало 14,9 % осіб, у тому числі 16,3 % дітей у віці до 18 років та 16,7 % осіб у віці 65 років та старших.
Цивільне працевлаштоване населення становило 147 осіб. Основні галузі зайнятості: роздрібна торгівля — 25,9 %, освіта, охорона здоров'я та соціальна допомога — 15,6 %, виробництво — 15,0 %.